# Lê Thu Huyền
Lê Thu Huyền (* 2. Juni 1994) ist eine vietnamesische Badmintonspielerin. 

## Karriere
Lê Thu Huyền nahm 2011 im Mixed und mit dem Team an den Südostasienspielen teil. Sie verlor dabei im Mixed im Achtelfinale gegen Ong Jian Guo und Chong Sook Chin aus Malaysia mit 8:21, 21:19 und 13:21 und wurde somit Neunte in der Endabrechnung. Mit der Damenmannschaft unterlag sie im Viertelfinale gegen Indonesien. Im gleichen Jahr siegte sie jeweils im Mixed bei den Kenya International und den Bangladesh International gemeinsam mit Lê Hà Anh. Bei der Junioren-Badmintonasienmeisterschaft 2012 erkämpfte sie sich Bronze im Mixed.